# 5809 Kulibin
Az 5809 Kulibin (ideiglenes jelöléssel 1987 RG6) a Naprendszer kisbolygóövében található aszteroida. Ljudmilla Vasziljevna Zsuravljova fedezte fel 1987. szeptember 4-én.